# 무예산 영화
무예산 영화 (no-budget film)란 제작비가 극히 적거나 정말 말 그대로 예산 없이 제작된 영화를 말한다. 무예산 영화에 출연하는 배우와 제작진은 무보수 (재능기부)로 제작에 참여한 경우가 많으며, 예산 규모 면에서 '저예산 영화' 내지는 '초저예산 영화'보다 하위에 해당되는 영화들을 일컫는다.
일반적으로 영화감독이 본격적인 경력 쌓기에 앞서 제작하는 데뷔작인 경우가 많다. 즉 본인의 아이디어를 실험하거나 영화 제작 능력을 테스트하고, 창의로운 기획 인재를 찾기 위해 무예산 영화를 제작하는 것이다. 이러한 무예산 영화는 주로 영화제에 출품, 소개되는데 해당 영화를 관객들 사이에서 널리 관심을 끌게 하여 감독을 주목받게 만드려는 의도도 있다.
무예산 영화는 영화감독 본인이 직접 자비를 들여 제작하며, 감독 스스로가 다역을 하거나 자원봉사 스탭을 쓸 때가 많다.

## 예시
- 독일의 베를린 독립영화제와 캐나다 토론토 독립영화제는 영화 제작비 예산에 따라 부문을 나누는데, 베를린영화제의 경우 '무예산 장편영화'의 기준을 25,000유로 이하 (한화 약 3100만 원)로 잡고 있다. 토론토 영화제의 경우에는 25,000달러 이하 (한화 약 3000만원)로 정해두고 있다.[1]

- 인도의 영화감독 사티야지트 레이의 데뷔작 <아푸 제1부 - 길의 노래> (1955년)은 15만 루피 (약 2,100달러, 한화 약 250만 원)의 예산으로 제작됐다.[2][3] 레이 감독은 이후 아푸 2편과 3편을 제작해 아푸 3부작을 완성하였고, 역대 최고의 영화 목록 중 하나로 손꼽히고 있다.[4][5][6][7]

- 1960년 론 라이스의 언더그라운드 영화 <꽃도둑> (The Flower Thief)는 총 제작비 1000달러를 자랑하면서도 좋은 평가를 얻은 대표적인 사례다. 라이스 감독은 제작비 절약을 위해 제2차 세계 대전 당시 쓰던 방공 장비에서 분리된 16mm 50' 흑백 필름 카트리지를 사용했다.[8][9]

## 같이 보기
- 저예산 영화
- 독립 영화